# Scarto di emissione
Con il termine scarto di emissione si intende la differenza tra il valore nominale di un titolo e il suo prezzo di emissione.
I prestiti obbligazionari possono essere emessi alla pari, sopra la pari o sotto la pari a seconda che il loro valore di emissione sia pari, superiore o inferiore rispetto al valore nominale. 
Il caso più frequente è quello di emissione sotto la pari, cioè il caso in cui il valore di emissione è inferiore rispetto al valore nominale del prestito: questo perché tale tipo di emissione favorisce la collocazione dei titoli sul mercato. 
La differenza tra il valore nominale del prestito obbligazionario e il valore di emissione prende, in questo caso, il nome di disaggio prestiti o disaggio di emissione o perdita di emissione. 
Esempio
Ipotizziamo che una società emetta 10.000 obbligazioni del valore nominale di 10 euro ciascuna. Il prezzo di emissione di ogni obbligazione è di euro 9,50. 
Il valore nominale dell’intero prestito ammonta a 100.000 euro (10.000 obbligazioni x 10 euro) mentre il valore di emissione è pari a 95.000 euro (10.000 obbligazioni x 9,50 euro): di conseguenza il disaggio di emissione (o scarto di emissione) è pari a 5.000 euro (100.000 – 95.000).